# Раникхет (округ)
Раникхет — округ в индийском штате Уттаракханд. Центр — город Раникхет. Ближайший аэропорт к округу — Пантнагар.
Округ был создан 11 сентября 2011 года путём выделения из округа Алмора.